# Gottfried Broichhausen
Gottfried Broichhausen (auch Godefridus Broichhausen; * 1616 in Grevenbroich; † 17. Februar 1694) war ein deutscher Zisterzienser. Von 1661 bis 1688 amtierte er als Abt des Klosters Heisterbach.

## Leben
Gottfried Broichhausen war ein Sohn des Peter Broichhausen († 17. Februar 1650) aus Grevenbroich. Im Jahr 1637 legte er seine Profess im Kloster Heisterbach ab, die Priesterweihe empfing er 1641. Bevor er am 2. September 1661 zum 36. Abt des Klosters Heisterbach gewählt wurde und damit die Nachfolge von Franz Schaeffer antrat, war er Pfarrer in Flerzheim. Aus Aufzeichnungen des Klosters geht hervor, dass in seiner Amtszeit als Abt in der Abtei Heisterbach lediglich drei Mönche ihre Profess abgelegt hatten. Nach seiner Resignation am 29. Juli 1688 wurde Robert Küpper als sein Nachfolger gewählt.